# Vezdemarbán
Vezdemarbán község Spanyolországban,  Zamora tartományban. Vezdemarbán Belver de los Montes, San Pedro de Latarce, Castromembibre, Tiedra, Pinilla de Toro, Abezames és Bustillo del Oro községekkel határos. Lakosainak száma 439 fő (2024).

## Népesség
A település népessége az utóbbi években az alábbiak szerint változott:
| Lakosok száma | 688  | 639  | 607  | 583  | 532  | 455  | 404  | 449  | 444  | 439  |
|               | 2001 | 2004 | 2007 | 2009 | 2012 | 2014 | 2017 | 2019 | 2022 | 2024 |